# Liam Heath
Pour les articles homonymes, voir Heath.
Liam Heath, né le 17 août 1984 à Guildford, est un kayakiste britannique.
Aux Jeux olympiques d'été de 2012 à Londres, il est médaillé de bronze de kayak biplace 200 m avec Jon Schofield, derrière les Russes Yury Postrigay et Aleksandr Dyachenko et les Biélorusses Raman Piatrushenka et Vadzim Makhneu.
Il est sacré champion olympique en K1 200 m aux Jeux d'été de 2016 à Rio de Janeiro et médaillé d'argent en K2 200 m avec Jon Schofield.